# Resolución de conflictos
La resolución de conflictos, también conocida como: regulación de conflictos o transformación de conflictos, es el conjunto de conocimientos y habilidades puestas en práctica para comprender e intervenir en la resolución pacífica y no violenta de los enfrentamientos entre dos o más personas. 
Desde el punto de vista jurídico, la resolución de conflictos también se denomina como: resolución alternativa de conflictos o disputas (RAD), por influencia de la categoría anglosajona, muy prodigada en el Common Law, conocida como alternative dispute resolution. Dentro de esta categoría genérica, se engloban sistemas de resolución de conflictos basados en la heteronomía o decisión de un tercero que afectan principalmente a más personas (arbitraje, conciliación judicial, modelos basados en opinión, propuesta legal vinculante o no vinculante) y por otro lado, en la autonomía o la búsqueda de solución por parte de los propios implicados o protagonistas del conflicto (negociación, facilitación, mediación y derecho colaborativo).

## El conflicto

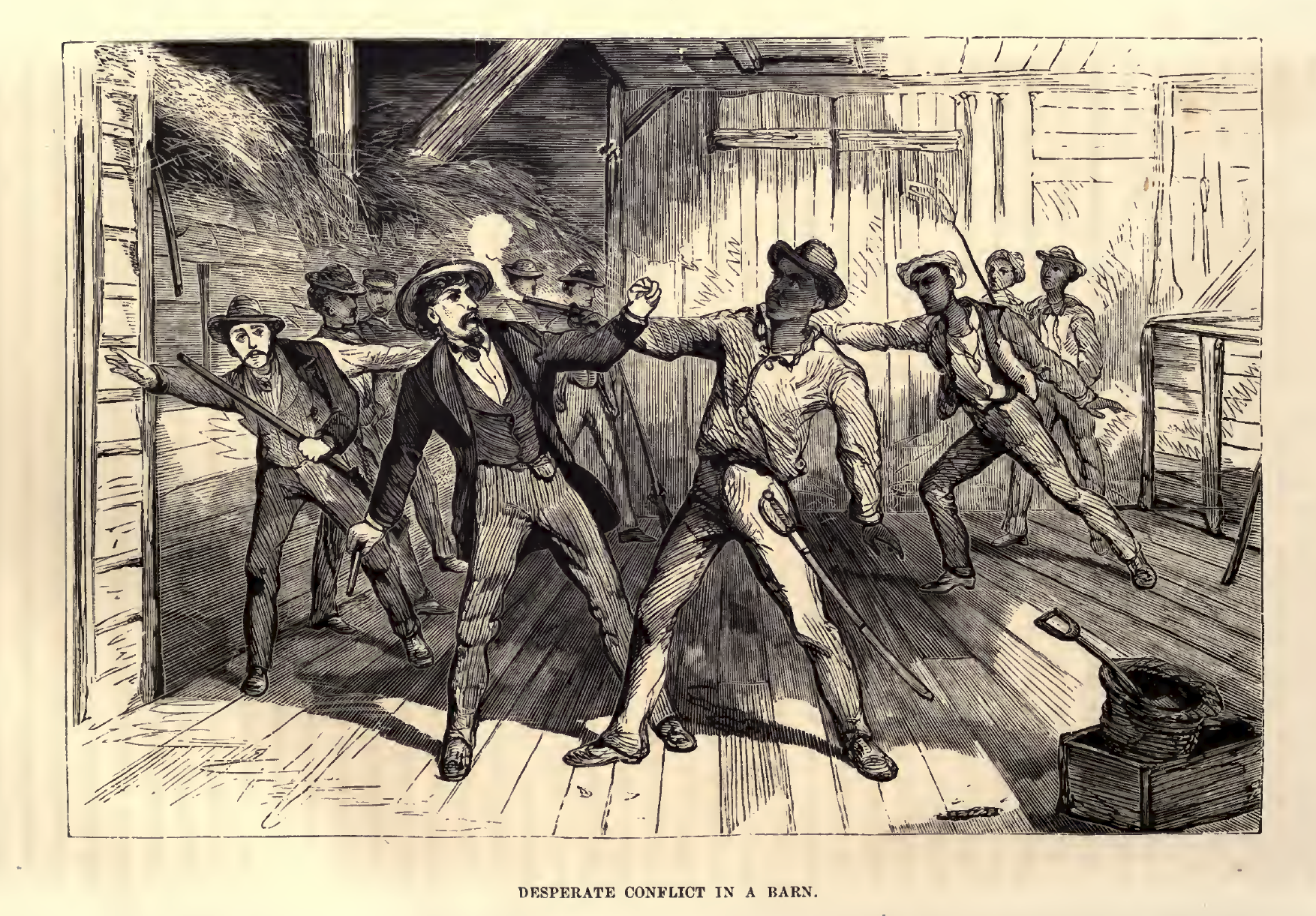
Representación del conflicto.

El conflicto es una situación en la cual dos o más personas o grupos con intereses distintos entran en confrontación con el objetivo de dañar y eliminar a la parte rival o arrebatarle poder de algún tipo, en favor de la propia persona o grupo.
En la actualidad se acepta que los conflictos son de naturaleza humana, distinguiéndose entre el conflicto interno, que afecta a un solo individuo en referencia a la elección de opciones, y el conflicto externo entre dos o más personas, llamadas genéricamente adversarios.
El filósofo presocrático Heráclito escribió que: el conflicto es el promotor del cambio y a su vez es consecuencia de este. Sin embargo, esta postura no fue seguida por las escuelas filosóficas posteriores, que vieron en el conflicto una fuente de desorden individual y social. Del mismo modo, en la tradición judeocristiana, el conflicto fue considerado un elemento negativo que debía ser neutralizado por medio de la persuasión o la sanción.

## Facilitación
La facilitación se refiere a la acción de intervenir en un conflicto con el objetivo de encontrar una resolución satisfactoria. Los facilitadores utilizan diferentes métodos, como la negociación, la mediación, la conciliación o el arbitraje.

## Antecedentes de la resolución de conflictos
Tras la Segunda Guerra Mundial, se dio un gran impulso al estudio del fenómeno antropológico, social, económico y político de la guerra, y se fueron modelando distintas teorías que tienen entre uno de sus capítulos la intervención de terceros. Estos dieron paso a la llamada mediación/transformación/resolución de conflictos como la participación de una tercera persona que promueva la conciliación y el acuerdo auto determinado por las partes en desavenencia.

## Enfoques para abordar los conflictos
A grandes rasgos, existen tres enfoques para abordar los conflictos:
- Enfoque jurídico-moral o normativo: trata de abordar el conflicto aplicando una serie de normas jurídicas o morales. Es útil cuando existe un consenso básico entre las partes sobre esas normas y lo que se discute es la aplicabilidad de estas en el caso concreto. Cuando la divergencia predomina sobre el consenso, el enfoque normativo necesita de la fuerza para mantener zanjado el conflicto.
- La negociación o regateo coercitivo: el conflicto se considera omnipresente, ya que se presupone que se debe a una tendencia a dominar, inherente al individuo en sociedad o imputable al menos a la escasez material. Las relaciones sociales son una pugna entre dominantes y dominados, por lo que el conflicto solo puede zanjarse o arreglarse, pero no resolverse.
- Resolución de conflictos: se entiende una situación en que las partes establecen unas relaciones, sin temor, que resultan aceptables para todos según sus preferencias individuales. Además, estas relaciones deben reflejar un perfecto conocimiento para que se elimine el riesgo que causa la violencia estructural. Cuando un conflicto queda resuelto, la situación se mantiene, ya que las partes están satisfechas, es decir, el conflicto está resuelto.

La resolución de problemas se ha definido como un enfoque no jerárquico, no directivo y que no hace juicios, que da lugar a un proceso de participación en el que todas las partes en un litigio determinan juntas en qué consiste este, con ayuda de técnicas de apoyo, y llegan a su resolución, de modo que todas ellas se encuentren en una situación en la que puedan aprovechar al máximo la totalidad de sus valores.
La finalidad de la resolución de conflictos es llegar a una solución válida de un conflicto, sin pasar por la corrección.

## Perspectivas religiosas de la resolución de conflictos
Según las diferentes religiones, se puede aproximar a la resolución de conflictos desde varios puntos de vista:
- Perspectiva hindú: hay un conflicto destructivo y un conflicto creador, uno como fuente de violencia y otro como fuente de desarrollo. El preservador actúa transformando el conflicto para evitar la violencia y promover el desarrollo.
- Perspectiva budista: origen codependiente, todo crece junto en una causalidad. Los conflictos no empiezan y no terminan. Ningún actor por sí solo tiene la responsabilidad o la culpabilidad.
- Perspectiva cristiana: la responsabilidad para la transformación del conflicto finalmente está relacionada con los individuos, con su decisión individual de actuar para promover la paz más que la violencia.
- Perspectiva taoísta: todo es yin y yang, bueno y malo. Hay una fuerte probabilidad de que la acción escogida también tenga consecuencias negativas y que la acción no escogida las tenga positivas. De ahí la necesidad de la reversibilidad, de hacer solo lo que pueda hacerse.
- Perspectiva islámica: la fuerza viene derivada de someterlo todo a un propósito común, incluyendo la responsabilidad concreta para el bienestar de todos.
- Perspectiva judaica: la verdad está menos en la fórmula que en el diálogo requerido para buscar la fórmula: este diálogo no tiene principio ni fin.

## Transformación contra resolución del conflicto
La transformación de conflictos, a diferencia de la resolución de conflictos, pone el énfasis sobre la cuestión del cambio, no exclusivamente en una solución puntual y pasajera de la situación. Ya que no se puede resolver un problema sin cambiar nada. Lo que busca la transformación es resolver el problema y cambiar lo que lo genera.[cita requerida]
La terminología «resolución» parecía dar la impresión de que el conflicto era algo no deseable que debía ser eliminado o, al menos, reducido. Las críticas preguntaban si realmente es posible «resolver» un conflicto, o si su «resolución» es, en muchos casos, un objetivo deseable.
La transformación del conflicto está más relacionada con los procesos de pacificación, y a que no solo interesa eliminar o controlar el conflicto sino describir, entender y cambiar las causas que lo generan. Las principales características de la transformación de conflictos podrían ser las siguientes:
- Cambia las formas de comunicación. En momentos de alta tensión, la transformación y la mediación consisten en recuperar las posibilidades de comunicación entre las partes.
- Cambia las percepciones de una o uno mismo, de las otras y los otros y de los temas que producen el conflicto. Ofrece una percepción más amplia y generosa de las personas, sus intenciones y la situación.
- Ayuda en la descripción dialéctica del conflicto, resalta la naturaleza prescriptiva de la reconstrucción de las maneras de percibir los conflictos. Por tanto, la transformación del conflicto describe su dinámica y prescribe alternativas.

De esta manera, la transformación del conflicto busca el crecimiento moral desde dos dimensiones: la del empoderamiento y la del reconocimiento. Es decir, la dimensión de la recuperación de la propia valía, las propias capacidades, el propio poder en interacción con la recuperación del reconocimiento de la otra y del otro. Como alternativa a una visión individualista de los conflictos propone una visión del mundo relacional.[cita requerida]
Este enfoque plantea tres niveles y una forma de trabajo. Los tres niveles de trabajo:
- La base, donde se encuentra la comunidad.
- El centro, líderes destacados pero de talla mediana.
- La cima, líderes y jefes políticos.

Tomando como punto de partida una visión interdependiente, se trata de actuar horizontalmente (en cada nivel) y también verticalmente (relacionando los tres niveles). Así se logra la integración horizontal y vertical. Se propicia así la Provención y el cambio social.
|                           | Perspectiva de resolución                                                                                    | Perspectiva de transformación |
| ------------------------- | --- | --- |
| La pregunta clave         | ¿Cómo terminar algo no deseado?                                                                              | ¿Cómo poner fin a algo destructivo y construir algo deseado? |
| El enfoque                | Centrado en el contenido.                                                                                    | Centrado en la relación. |
| El propósito              | Lograr un acuerdo y una solución al problema que ha producido la crisis.                                     | Promover procesos de cambio constructivo, que incluye - pero no exclusivamente - las soluciones inmediatas.                                                                             |
| El desarrollo del proceso | Integrado y construido en torno a la inmediatez de la relación en la que aparecen los problemas presentados. | Se ocupa de responder a los síntomas y compromisos de participación de los sistemas de relaciones dentro de la cual forman parte.                                                       |
| Duración                  | Corto plazo.                                                                                                 | Medio y largo plazo. |
| Vista de los conflictos   | Se prevé la inminente escalada conflictual.                                                                  | Se prevé el conflicto como una dinámica de reflujo (conflicto de distensión por buscar el cambio constructivo) y el flujo (la escalada conflictual para buscar el cambio constructivo). |

### Virtual
- Arellano, N. (2005, 26 de diciembre). Provención del conflicto y la formación del educando.
- Cascón, P. (2001, octubre). Educar en y para el conflicto. Disponible en: pacoc.pangea.org/documentos/educarenyparaelconflicto.pdf
- Cascón, P. (s/f). Provención. Disponible en: pacoc.pangea.org/documentos/_provencion.pdf
- Cascón, P. (s/f). Actitudes ante los conflictos: esquema y encuesta. Disponible en: pacoc.pangea.org/documentos/actitudes-esquema_y_encuestas.pdf
- Cudós, J. I. (2011, 6 de octubre). Diccionario de Conflictología. Disponible en: ignacioq2.obolog.es/diccionario-conflictologia-1289281 Archivado el 11 de febrero de 2017 en Wayback Machine.
- Esquivel, E.; González, E.; Peña, D.; Rodríguez, A. (2008, 28 de abril). Explorando la presencia de los estilos de manejo de conflicto en jóvenes de nivel secundaria.
- Femenia, N. (s/f). Una teoria postmoderna de conflictos sociales. Disponible en: www.mediate.com/articles/teoria_postmoderna.cfm
- Lederach, J. P. (s/f). El análisis del conflicto. Disponible en: www.scribd.com/doc/7244000/El-Analisis-Del-Conflicto-Lederach
- Martínez Guzmán, V. (s/f). El reconocimiento como transformación de conflictos. Disponible en: www.inter-mediacion.com/martinezguzman.htm
- Pastor, X., Camps, F.; Amoros, M. (2000, 1.º de enero). Mediació comunitària i gestió alternativa de conflictos a Catalunya. Una guía per la governabilitat. Disponible en: www.fbofill.cat/sites/default/files/1192.pdf